# Euphorbia normannii
Euphorbia normannii är en törelväxtart som beskrevs av Johannes Theodor Schmalhausen och Vladimir Ippolitovich Lipsky. Euphorbia normannii ingår i släktet törlar, och familjen törelväxter. Inga underarter finns listade i Catalogue of Life.